# Saint-Vincent-de-Pertignas
Saint-Vincent-de-Pertignas är en kommun i departementet Gironde i regionen Nouvelle-Aquitaine i sydvästra Frankrike. Kommunen ligger i kantonen Pujols som tillhör arrondissementet Libourne. År 2022 hade Saint-Vincent-de-Pertignas 334 invånare.

## Befolkningsutveckling
Antalet invånare i kommunen Saint-Vincent-de-Pertignas
Referens:INSEE